# Kocziány László
Kocziány László (Medgyes, 1920. november 10. – Marosvásárhely, 1977. január 31.) romániai magyar irodalomtörténész.

## Életútja
Középiskolai tanulmányait Budapesten, az egyetemet 1944 és 1948 között Pannonhalmán és Kolozsvárt végezte. Tanár Kolozsvárt, Csíksomlyón, Medgyesen, majd Székelykeresztúron (1950-1954), 1955-től szerkesztő az Állami Irodalmi és Művészeti Kiadó marosvásárhelyi részlegénél, 1957-től ugyanott a Román Akadémia fiókjának tudományos kutatója, ill. főkutatója, 1975-től magyar-latin szakos tanár a marosvásárhelyi Pedagógiai Főiskolán.